# Hall of Flames
Hall of Flames – pierwsze wydawnictwo typu „best of” w historii niemieckiego zespołu powermetalowego Edguy. Zawiera ono dwie płyty CD. Na pierwszej zamieszczonych jest 13 utworów z regularnych płyt studyjnych, do których zawarte są w książeczce albumu komentarze lidera grupy, Tobiasa Sammeta. Druga zawiera bonusy, materiały ciężko dostępne lub wcześniej niezrealizowane. Hall of Flames ukazał się 6 grudnia 2004 roku nakładem AFM Records.

## Lista utworów
| Płyta             | #   | Tytuł                                          | Słowa           | Muzyka          | Czas  | Oryginalne wydanie                                                                        |
| ----------------- | --- | ---------------------------------------------- | --------------- | --------------- | ----- | ----------------------------------------------------------------------------------------- |
| CD 1              | 1.  | Tears of A Mandrake (wersja singlowa)          | Sammet          | Sammet          | 5:00  | Mandrake                                                                                  |
| CD 1              | 2.  | Jerusalem                                      | Sammet          | Sammet i Ludwig | 5:28  | Mandrake                                                                                  |
| CD 1              | 3.  | Out of Control                                 | Sammet          | Edguy           | 5:04  | Vain Glory Opera                                                                          |
| CD 1              | 4.  | The Headless Game                              | Sammet          | Sammet          | 5:29  | Theater of Salvation                                                                      |
| CD 1              | 5.  | Scarlet Rose                                   | Sammet          | Sammet          | 5:12  | Vain Glory Opera                                                                          |
| CD 1              | 6.  | Nailed to the Wheel                            | Sammet          | Sammet i Ludwig | 5:41  | Mandrake                                                                                  |
| CD 1              | 7.  | Vain Glory Opera                               | Sammet          | Sammet          | 6:10  | Vain Glory Opera                                                                          |
| CD 1              | 8.  | Theater of Salvation                           | Sammet          | Sammet          | 12:24 | Theater of Salvation                                                                      |
| CD 1              | 9.  | Key to My Fate                                 | Sammet          | Sammet          | 4:34  | The Savage Poetry                                                                         |
| CD 1              | 10. | Deadmaker                                      | Sammet          | Sammet i Ludwig | 5:18  | Kingdom of Madness                                                                        |
| CD 1              | 11. | Land of the Miracle                            | Sammet          | Sammet          | 6:33  | Theater of Salvation                                                                      |
| CD 1              | 12. | Until We Rise Again                            | Sammet          | Sammet          | 4:28  | Vain Glory Opera                                                                          |
| CD 1              | 13. | The Unbeliever                                 | Sammet          | Sammet          | 5:47  | Theater of Salvation                                                                      |
| CD 2 sekcja audio | 1.  | The Devil and the Savant                       | Sammet          | Sammet          | 5:29  | limitowana wersja albumu Mandrake japońskie wydanie albumu Mandrake                       |
| CD 2 sekcja audio | 2.  | Wings of A Dream                               | Sammet          | Sammet          | 5:07  | La Marche des Gendarmes                                                                   |
| CD 2 sekcja audio | 3.  | For A Trace of Life                            | Sammet          | Sammet          | 4:11  | limitowana wersja albumu Theater of Salvation japońska wersja albumu Theater of Salvation |
| CD 2 sekcja audio | 4.  | But Here I Am                                  | Sammet          | Sammet          | 4:35  | japońskie wydanie albumu Vain Glory Opera                                                 |
| CD 2 sekcja audio | 5.  | La Marche Des Gendarmes                        | Raymond Lefevre | Raymond Lefevre | 2:48  | La Marche des Gendarmes                                                                   |
| CD 2 sekcja audio | 6.  | Avantasia                                      | Sammet          | Sammet          | 5:27  | Burning Down The Opera                                                                    |
| CD 2 sekcja audio | 7.  | Walk On Fighting (na żywo we Włoszech)         | Sammet          | Edguy           | 5:19  | limitowana wersja albumu Theater of Salvation japońska wersja albumu Theater of Salvation |
| CD 2 sekcja audio | 8.  | Wake Up the King (na żywo w Japonii, maj 2002) | Sammet          | Sammet          | 6:15  | -                                                                                         |

| Płyta             | #   | Tytuł             | Rodzaj          | Czas |
| ----------------- | --- | ----------------- | --------------- | ---- |
| CD 2 sekcja wideo | 9.  | All the Clowns    | teledysk        | 3:58 |
| CD 2 sekcja wideo | 10. | The Headless Game | klip koncertowy | 8:46 |

utwory zostały wybrane przez Edguy i Andy’ego Allendörfera

## Muzycy
- Tobias Sammet–- śpiew; bas w Deadmaker, Out of Control, Scarlet Rose, Vain Glory Opera, Until We Rise Again, But Here I Am
- Jens Ludwig – gitara
- Dirk Sauer – gitara
- Tobias Exxel – bas (oprócz Deadmaker, Out of Control, Scarlet Rose, Vain Glory Opera, Until We Rise Again, But Here I Am)
- Felix Bohnke – instrumenty perkusyjne (oprócz Deadmaker, Out of Control, Scarlet Rose, Vain Glory Opera, Until We Rise Again, But Here I Am)
- Dominik Storch – instrumenty perkusyjne w Deadmaker
- Frank Lindenthal – instrumenty perkusyjne w Out of Control, Scarlet Rose, Vain Glory Opera, Until We Rise Again, But Here I Am
- Hansi Kürsch – śpiew w Out of Control i Vain Glory Opera
- Timo Tolkki – gitara w Vain Glory Opera

## Informacje o albumie[1]
- nagrany: 1997 - 2003
- remasteryzacja: Mika Jussila w Finnvox Studios (październik 2004)
- okładka: Derek Gores
- komentarze do utworów: Tobias Sammet w październiku 2004
- fotografie: Timo Rumpel, Sandy Caspera, Alex Kühr, Funk i Heise, Stefan Malzkorn, Stefan Glas, Larisa, Jan Carlsson